# Татјана Бељакова
Татјана Бељакова (Бабино Поље, Мљет, 1. јануар 1934 — Београд, 14. новембар 2022) била је југословенска и српска филмска и позоришна глумица.

## Биографија
Завршила је Академију за позориште, филм, радио и телевизију у Београду.
Била је од 1956. године члан Београдске комедије, затим Савременог позоришта, а у Атељеу 212 од 1961.
За Светски Дан позоришта 2020. године Атеље 212 је као поклон својој публици емитовао он-лајн култну представу „Радован трећи“ Душана Ковачевића у режији Љубомира Муција Драшкића, премијерно изведену 30. децембра 1973. године, у којој су своје роле маестрално одиграли Зоран Радмиловић, Маја Чучковић, Мира Бањац, Милутин Бутковић, Ташко Начић, Милан Цаци Михаиловић и Татјана Бељакова као Георгина.
У једном интервју је изјавила о свом пореклу: "Рођена сам у Далмацији, на Мљету, по националности сам далматинска Рускиња из Земуна. Деда је био царски официр, мој отац лекар. Рат нам је све узео, а љубав дала снагу да недаће преживимо…"

## Филмографија
| Глумица | ▲ |
| ------- | - |

Дугометражни филм | ТВ филм | ТВ серија | ТВ мини серија | Кратки филм | Видео
|                   | 1950 | 1960 | 1970 | 1980 | 1990 | 2000 | 2010 | Укупно |
| ----------------- | ---- | ---- | ---- | ---- | ---- | ---- | ---- | ------ |
| Дугометражни филм | 3    | 11   | 1    | 5    | 0    | 3    | 1    | 24     |
| ТВ филм           | 0    | 11   | 5    | 3    | 1    | 0    | 0    | 20     |
| ТВ серија         | 0    | 5    | 10   | 2    | 0    | 21   | 3    | 41     |
| ТВ мини серија    | 0    | 0    | 2    | 0    | 0    | 0    | 0    | 2      |
| Кратки филм       | 0    | 0    | 0    | 0    | 0    | 0    | 2    | 2      |
| Видео             | 0    | 0    | 0    | 1    | 0    | 0    | 0    | 1      |
| Укупно            | 3    | 27   | 18   | 11   | 1    | 24   | 6    | 90     |
|           | Назив                         | Улога                                      |
| --------- | ----------------------------- | ------------------------------------------ |
| 1956      | Велики и мали                 | Павлова девојка                            |
| 1958      | Три жеље                      | Вера                                       |
| 1959      | Пукотина раја                 | Бранка                                     |
| 1960-te ▲ |                               |                                            |
| 1960      | Друг председник центарфор     | Олга (као Татјана Бељакова)                |
| 1961      | Нема малих богова             | Лела                                       |
| 1961      | Срећа долази у 9              | Брига                                      |
| 1961      | Абецеда страха                | Елза Болнер                                |
| 1961      | Парче плавог неба             | Мица                                       |
| 1963      | Невесињска пушка              | Џени Маркус                                |
| 1966      | Глинени голуб                 | Вела (као Татјана Салај)                   |
| 1968      | Три сата за љубав             | /                                          |
| 1968      | Огњено море                   | Вероника                                   |
| 1969      | Љубав и понека псовка         | Грација (као Татјана Бељакова-Салај)       |
| 1969      | Дивљи анђели                  | Жена која купује цвеће (као Татјана Салај) |
| 1970-te ▲ |                               |                                            |
| 1970      | Храњеник                      | Вилма                                      |
| 1980-te ▲ |                               |                                            |
| 1981      | Љуби, љуби, ал’ главу не губи | Калоперовићка                              |
| 1983      | Маховина на асфалту           | Учитељица                                  |
| 1986      | Шмекер                        | Мама Рада                                  |
| 1987      | Лагер Ниш                     | Олга Зарић                                 |
| 1988      | Сунцокрети                    | Докторка                                   |
| 2000-te ▲ |                               |                                            |
| 2006      | Кројачева тајна               | Баба Ната                                  |
| 2007      | Принц од папира               | Ема                                        |
| 2008      | Читуља за Ескобара            | Лелина баба                                |
| 2010-te ▲ |                               |                                            |
| 2013      | Mamaroš                       | Комшиница 1                                |
|           | Назив                                         | Улога                    |
| --------- | --------------------------------------------- | ------------------------ |
| 1961      | Доктор главом и брадом                        | /                        |
| 1961      | Случајан погодак                              | /                        |
| 1962      | Кишобран, освета и узица                      | /                        |
| 1963      | Одмазда                                       | /                        |
| 1964      | Оне и он                                      | /                        |
| 1964      | Молох                                         | /                        |
| 1964      | Аутобиографија утопљенице                     | Барбара вон Брент        |
| 1965      | Пета страна света                             | Тања                     |
| 1965      | Болничка соба                                 | /                        |
| 1967      | Вријеме ракова                                | /                        |
| 1969      | А у позадини море                             | Елвира                   |
| 1970-te ▲ |                                               |                          |
| 1970      | Каинов знак                                   | /                        |
| 1970      | Кратка ноћ                                    | /                        |
| 1972      | Човек који је бацио атомску бомбу на Хирошиму | Дејвидова супруга        |
| 1973      | Краљ Иби                                      | Краљица Розамунда        |
| 1977      | Рањени орао                                   | Вукица                   |
| 1980-te ▲ |                                               |                          |
| 1984      | Џогинг                                        | Олга                     |
| 1985      | Приче из бечке шуме                           | /                        |
| 1986      | Приче са краја ходника                        | Главна медицинска сестра |
| 1990-te ▲ |                                               |                          |
| 1991      | Боје слепила                                  | Марија Петрова мајка     |
| Од | До | Назив | Улога |
| -- | -- | ----- | ----- |

| 1970-te ▲ | 1970-te ▲ | 1970-te ▲ | 1970-te ▲ |
| --------- | --------- | --------- | --------- |

| 1980-te ▲ | 1980-te ▲ | 1980-te ▲ | 1980-te ▲ |
| --------- | --------- | --------- | --------- |

| 2000-te ▲ | 2000-te ▲ | 2000-te ▲ | 2000-te ▲ |
| --------- | --------- | --------- | --------- |

| 2010-te ▲ | 2010-te ▲ | 2010-te ▲ | 2010-te ▲ |
| --------- | --------- | --------- | --------- |

|      | Назив         | Улога |
| ---- | ------------- | ----- |
| 2010 | Још један дан | Јела  |
| 2013 | Ратови        | Ленка |
| Од | До | Назив | Улога |
| -- | -- | ----- | ----- |

|      | Назив       | Улога    |
| ---- | ----------- | -------- |
| 1983 | Радован III | Георгина |